# 克拉夫琴科韋 (紹斯特卡區)
51°36′37″N 33°56′45″E / 51.61028°N 33.94583°E
克拉夫琴科韋（烏克蘭語：Кравченкове）是位於烏克蘭東北部的村莊，由蘇梅州紹斯特卡區的赫盧希夫市鎮負責管轄。該村處於埃斯曼河畔，距離卡柳日內1公里，海拔高度146米，2001年人口146。